# Grotella margueritaria
Grotella margueritaria är en fjärilsart som beskrevs av Blanchard 1968. Grotella margueritaria ingår i släktet Grotella och familjen nattflyn. Inga underarter finns listade i Catalogue of Life.